# اسپوکین ولی (واشینگتن)
اسپوکین ولی (به انگلیسی: Spokane Valley) شهری در شهرستان اسپوکین ایالت واشنگتن است که در سرشماری سال ۲۰۱۰ میلادی، ۸۹۷۵۵ نفر جمعیت داشته است.